# Wellman (Texas)
Wellman è una città degli Stati Uniti d'America, situata nello Stato del Texas, nella Contea di Terry.